# Cabo Mondego
O Cabo Mondego situa-se na costa marítima portuguesa, pelo que é banhado pelo Oceano Atlântico. Localiza-se na ponta ocidental da Serra da Boa Viagem e a norte da cidade da Figueira da Foz.
Cortado a pique e com inúmeras falésias, tem cerca de quarenta metros de altitude. Junto dele está localizado o Farol do Cabo Mondego, com quinze metros de altura, destinado ao apoio da navegação marítima. Do ponto de vista geológico, este cabo tem um alto valor científico, como é reconhecido mundialmente.
Foi classificado como Monumento Natural, pelo Decreto Regulamentar n.º 82/2007, de 3 de Outubro., com o objetivo de estabelecer um regime de proteção para alguns locais de inegável valor científico e de fomentar a divulgação do seu registo geológico singular com fins de promoção de educação ambiental. 